# Орб (приток Кинцига)
Орб (нем. Orb) — река в Германии, протекает по земле Гессен. Площадь бассейна реки составляет 43,392 км². Длина реки — 11 км.Gewässerkartendienst des Hessischen Ministeriums für Umwelt, Klimaschutz, Landwirtschaft und Verbraucherschutz (детали  (нем.))
В верхнем течении протекает по природному заповеднику Orbquelle bei Bad Orb. Затем обтекает крепостные стены Бад-Орб (где местами забрана в трубу). Ниже по течению протекает по территории заповедника Autal bei Bad Orb, затем впадает в Кинциг на территории природного парка Spessart.